# カールシュテット (小惑星)
カールシュテット (1587 Kahrstedt) は小惑星帯に位置する小惑星である。1933年にカール・ラインムートがハイデルベルクで発見した。
ドイツ人天文学者アルブレヒト・カールシュテットに因んで名付けられた。